# 昌溪周氏宗祠
29°54′26″N 118°38′33″E / 29.90722°N 118.64250°E
昌溪周氏宗祠位于中国安徽省黄山市歙县昌溪乡周邦头村，2013年被列为第七批全国重点文物保护单位。
昌溪周氏宗祠又名六顺堂，建于清道光年间，占地805平方米，三进五开间，面阔18.5米，进深43.3米，由前至后有门厅、享堂、寝堂。